# Hans Ruesch
Hans Ruesch, švicarski dirkač, novelist in aktivist proti poskusom na živalih, * 17. maj 1913, Neapelj, Italija, † 27. avgust 2007, Lugano, Švica.
Hans Ruesch se je rodil 17. maja 1913 v italijanskem mestu Neapelj švicarskima staršema. Z dirkanjem se je začel ukvarjati leta 1930 z dirkalnikom MG, na dirkah najvišjega ranga pa v sezoni 1935, ko je na dirki za Veliko nagrado Nemčije zasedel deseto mesto. V naslednji sezoni 1936 na prvenstvenih dirkah ni nastopil, je pa dosegel svojo prvo pomembnejšo zmago nad dirki za Veliko nagrado Doningtona, kjer je dirkal skupaj z Richardom Seamanom. V sezoni 1937 je dosegel dve osmi mesti na prvenstvenih dirkah za Veliko nagrado Nemčije in Monaka. Ob tem pa še kar štiri zmage na dirkah, Velika nagrada Finske, Velika nagrada Frontieresa, Velika nagrada Bukarešte in Mountain Championship. Po dirkaški upokojitvi se je posvečal pisanju, kasneje pa je bil tudi aktivist proti izkoriščanju živali. Umrl je za rakom leta 2007, v starost 94-let. 

## Dela
- Top of the World (1950) (ISBN 999755602X), v slovenskem prevodu Na vrhu sveta (1959) (COBISS)
- The Racer (1953)
- South of the Heart: A Novel of Modern Arabia / The Great Thirst / The Arab (1957)
- The Game (1961)
- The Stealers (1962)
- Back to the Top of the World (1974) (ISBN 0450021084)
- Slaughter of the Innocent (1978) (ISBN 0961001607)
- Naked Empress, or the Great Medical Fraud (1982) (ISBN 0686402332)